# Teatrólogo
O termo teatrólogo normalmente é sinônimo de dramaturgo mas pode designar também um indivíduo que se ocupa de teatro - um  estudioso da área, um professor ou diretor teatral.
Basicamente um dramaturgo apenas analisa as peças de teatro de uma forma detalhada e pormenorizada enquanto que um "teatrólogo" tenta aprofundar mais os seus conhecimentos tentando saber mais sobre as peças e fazendo interpretações diferentes baseando-se também, por exemplo, na época em que está escrita a peça e na forma como o autor a escreve.